# Добровлянська сільська рада (Калуський район)
Добровлянська сільська рада — орган місцевого самоврядування у Калуському районі Івано-Франківської області з адміністративним центром у с. Добровляни.

## Загальні відомості
Івано-Франківська обласна рада рішенням від 14 вересня 2004 року у Калуському районі відновила Добровлянську сільраду у селі Добровляни і затвердила межі сільради загальною площею 817,1 гектари.
Сільрада ліквідована 9 серпня 2018 року шляхом приєднання до Новицької сільської громади.

## Населені пункти
Сільській раді підпорядковані населені пункти:
- с. Добровляни